# Ионов, Анатолий Васильевич
Анатолий Васильевич Ионов (28 декабря 1946 — 20 августа 2003) — депутат Государственной Думы Федерального Собрания РФ. Член Комитета по труду и социальной политике, председатель подкомитета по занятости. Член фракции КПРФ. Член Президиума ЦК (ЦИК) КПРФ в 1993—1997 годах.

## Биография
Родился 28 декабря 1946 г. в г. Рыбное Рязанской области в рабочей семье. Русский. Образование среднее, в 1965 г. окончил Рыбновскую одиннадцатилетку.
В 1965—1968 гг. служил в рядах Советской Армии. С 1968 по 1993 г. работал на Рязанском приборостроительном заводе. Избирался председателем профкома.
В 1976 г. окончил университет марксизма-ленинизма. На момент избрания в Государственную Думу I созыва работал бригадиром производственной бригады литейного цеха РПЗ.
В декабре 1993 г. был избран в Государственную Думу по общефедеральному списку КПРФ. Являлся председателем подкомитета по занятости Комитета по труду и социальной политике, членом фракции КПРФ.
В октябре 1995 г. А. В. Ионов был включен в качестве кандидата в общефедеральный список избирательного объединения «Коммунистическая партия Российской Федерации». В соответствии с результатами голосования был избран депутатом Государственной Думы II созыва.
Состоял в КПСС с февраля 1973 по август 1991 г. Избирался секретарем цеховой комсомольской организации, секретарем комитета КПСС литейного цеха, членом комитета КПСС завода, членом райкома КПСС, председателем Советского районного комитета рабочего контроля г. Рязани, членом Советского РК КПСС, членом Рязанского ГК КПСС. Член Президиума ЦК (ЦИК) КПРФ с 20 марта 1993 года по 20 апреля 1997 года, председатель комиссии ЦК по рабочему и профсоюзному движению.
Был женат, имел двух детей.